# 쥘 노데와 제데옹 노데
쥘 클레망 노데 (Jules Clément Naudet)와 토마스 제데옹 노데 (Thomas Gédéon Naudet)는 프랑스계 미국인 영화 감독이다. 두 사람은 형제로 1989년 미국으로 이민을 왔으며 1999년부터 미국 시민권을 획득하였다. 2001년 9·11 테러 당시 맨해튼 남부 소방서 소속 대원들의 일상을 담은 다큐멘터리를 촬영하기 위해 뉴욕에 머무르고 있었다.
이 과정에서 쥘 노데는 첫번째로 납치된 아메리칸 항공 11편이 세계 무역 센터 북쪽 타워 (1WTC)에 충돌하는 모습을 현재까지 유일하게 선명한 영상으로 촬영한 인물이 되었다. 두 형제가 제작한 다큐멘터리는 2002년 〈9/11〉이라는 제목으로 공개되었다. 쥘 노데가 세계무역센터에 여객기가 부딪히는 장면을 촬영하는 데 사용했던 비디오 카메라는 현재 미국 워싱턴 D.C.의 국립 미국사 박물관에 전시되어 있다.

## 생애

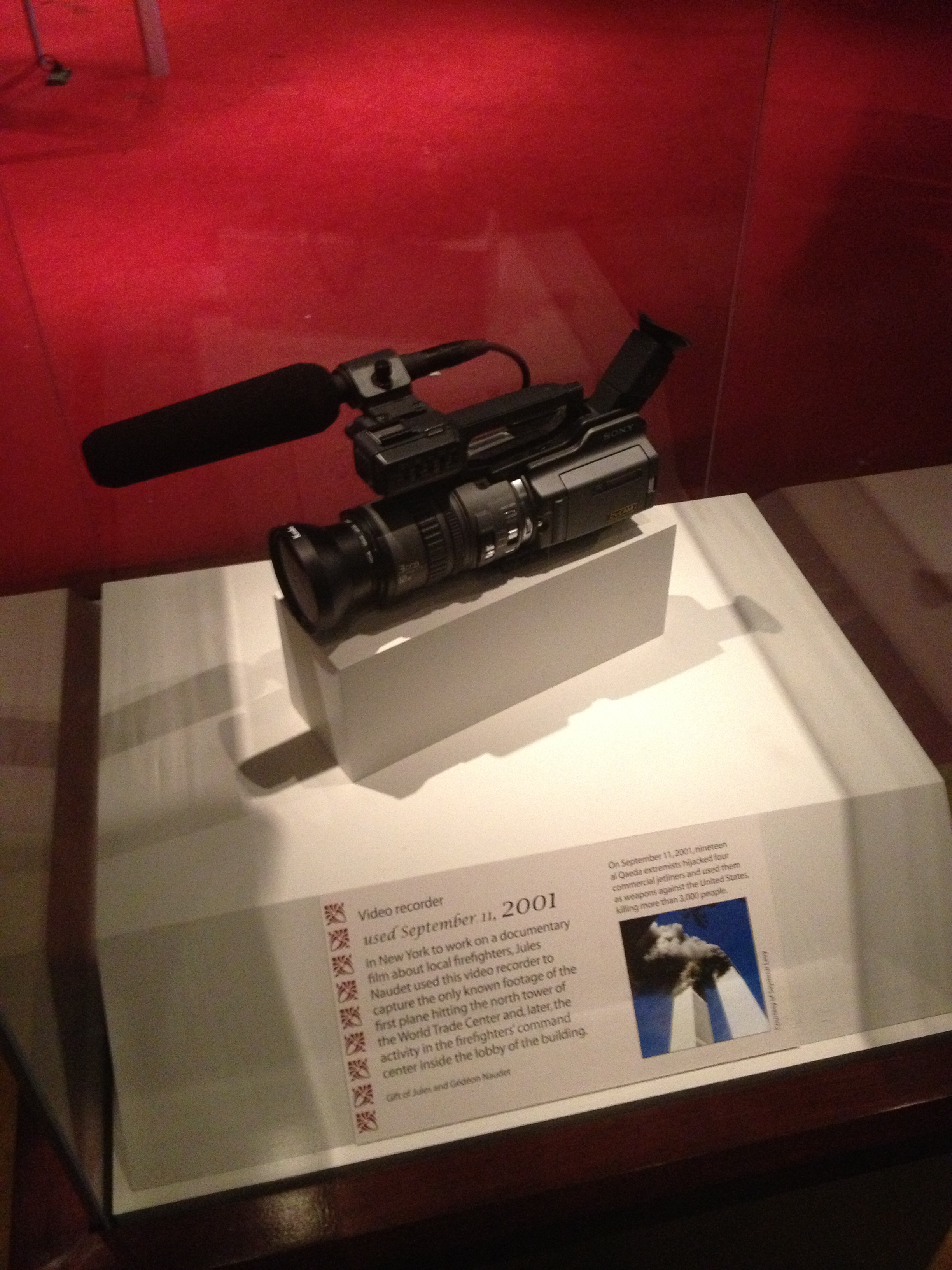
아메리칸 항공 11편의 세계무역센터 북쪽 타워 충돌 당시 촬영에 사용됐던 DCR vx2100 캠코더

쥘 노데와 제데옹 노데는 10대 시절이던 1989년 부모인 장자크 노데, 시바 노데와 함께 미국 뉴욕으로 이사했다. 두 사람 모두 1995년 뉴욕대학교 티쉬 예술대학을 졸업했다. 대학에 다닐 당시 첫 해에는 두 사람이 같은 학생증을 쓰고 수업료도 한번만 냈다는 일화가 전해진다. 1999년에는 미국 시민권을 취득하였다.
2000년 첫 작품인 〈Hope, Gloves and Redemption〉(희망, 글로브, 구원)을 공개하였다. 뉴욕 브롱크스와 이스트할렘에서 훈련하는 젊은 권투선수를 다큐멘터리로 담았다.

### 9·11 테러 다큐멘터리
2001년 노데 형제는 뉴욕 소방관에 대한 다큐멘터리의 제작에 나섰다. 이 다큐멘터리는 신입 소방관이었던 안토니오스 토니 베네타토스가 뉴욕소방청 (FDNY) 실습학교 훈련과 실제 소방서에서의 경험을 카메라로 옮기는 내용이었다.
2001년 9월 11일 아침, 쥘 노데는 로어맨해튼의 배수구에서 가스가 누출되었다는 신고를 받고 조사를 위해 출동하는 소방관들을 따라 나섰다. 제데옹 노데는 소방서에 남아 베네타토스의 곁에 머물며 촬영을 계속했다. 쥘 노데와 소방관들은 로어 맨해튼으로 가는 길에 리스페나드 스트리트와 처치 스트리트의 교차로에 멈춰 섰다. 그 순간 쥘 노데의 머리 위에 아메리칸 항공 11편이 하늘 위로 지나갔고, 그대로 세계무역센터의 북쪽 타워 (1WTC)에 충돌하는 순간을 영상으로 포착했다.
뉴욕 소방대원들과 함께 북쪽 타워의 사고 현장으로 향한 쥘 노데는 로비에서 소방서장들이 지휘소를 설치하고 대원들을 계단 위로 투입하는 모습을 촬영했다. 이 당시 소방관들은 여객기 충돌이 단순 사고가 아니라 고의적인 테러라는 사실을 파악하고 있었다. 이후 쥘 노데는 건물 안에 머물면서 유나이티드 항공 175편이 남쪽 타워에 두번째로 충돌하는 순간, 위층에서 건물 파편과 투신자들이 떨어지는 순간, 통신이 엉망이 되는 순간 등 일련의 상황 속에서 대피하는 시민들과 소방관들의 이어지는 반응을 카메라에 담았다. 남쪽 타워가 붕괴하기 시작하자, 뉴욕 소방청 1대대장 조셉 W. 파이퍼와 소방대원들과 함께 다른 공간으로 대피하였고, 북쪽 타워에서 빠져나가는 동안 카메라의 투광조명을 켜서 소방대원들이 부상자, 실종자, 사망자를 파악하는 것을 도왔다. 이어 소방대원들이 북쪽 타워로 다시 돌아가 또다른 지휘소를 세우려 애쓰는 모습을 카메라로 담았다.
같은 시각 제데옹 노데는 소방서에 유일하게 남아 있던 베네타토스가 다른 소방서의 전화를 받는 모습을 촬영하고 있었지만 결국엔 동생이 걱정되어 거리로 나갔다. 제데옹은 한동안 길거리를 걸어가면서 사람들의 반응과 날아오는 파편으로 인한 피해 상황을 카메라로 옮겼고, 유나이티드 항공 175편이 남쪽 타워에 충돌하는 모습도 촬영하는 데 성공했다. 이어 세계무역센터에 더 이상 가까이 접근할 수 없다는 것을 깨닫고 소방서로 돌아가, 근무를 마친 소방관들이 도착하는 모습을 촬영했다. 이후 제데옹은 예비역 1대대장이었던 래리 번즈가 현장에 도착한 것을 보았으나 베네타토스와 함께 구조현장에 나선 시점에서는 따라가지 못하고 길거리에 남았다. 제데옹은 남쪽 타워의 붕괴로 주변 사람들의 반응을 카메라에 담은 뒤 소방서로 돌아와, 근무를 마치고 돌아온 3명의 소방관과 함께 세계무역센터로 다시 향했다. 그러나 소방관들을 따라 북쪽 타워 내부로 들어가지는 못했으며 그 주변에 남아서 일대 풍경을 촬영했다.
북쪽 타워가 붕괴하자 노데 형제는 그 지역에 남아 있던 사람들과 함께 도망쳤다. 쥘 노데와 조셉 파이퍼 소방경은 두 대의 차 사이에 몸을 숨긴 후 세계무역센터로 돌아가 상황 파악에 나섰다. 그로부터 한 블록 떨어진 곳에서 제데옹 노데는 FBI 요원이 먼지에 휩쓸린 민간인을 옮기는 것을 도운 뒤 인근 식당가로 가서 휴식을 취했다. 제데옹은 동생을 걱정하여 무너져 내린 세계무역센터 현장으로 돌아가고자 하였으나 현장접근을 막던 경찰에 의해 거부당했다. 그런 다음 제데옹은 소방서로 돌아와서 테러로부터 살아돌아온 소방관들의 반응을 영상으로 담았다. 그 사이 쥘 노데는 파이퍼 소방경이 이끄는 구조대원들과 함께 소방서로 복귀하여 형과의 감동적인 재회를 나누었다.
노데 형제가 촬영한 비디오 영상은 뉴욕에서 일어난 9·11 테러 현장을 가장 종합적으로 담아낸 영상으로 평가받았다. 특히 쥘 노데가 촬영한 영상은 세계무역센터에 아메리칸 항공 11편이 충돌하는 모습을 제대로 담아낸 유이한 영상이었다. 다른 영상으로는 체코 출신의 이민자였던 파벨 흘라바가 간접적으로 촬영한 영상이 있었으며, 설치미술 작가 볼프강 슈타엘레가 웹캠을 설치해 뉴욕 풍경을 촬영한 일련의 이미지 역시 여객기가 빌딩에 충돌하는 모습을 포착하였으나, 4초에 한번씩 촬영되어 제대로 된 영상은 아니었다.

### 이후의 작품
2007년 〈In God's Name〉 (신의 이름으로)라는 신작 다큐멘터리를 제작하였다. 교황 베네딕토 16세, 달라이 라마, 로완 윌리암스 등 세계 각지의 종교 지도자 12인을 찾아가 그들의 사상을 통해 현안들을 다루는 내용을 담았다. 2007년 12월 23일 미국에서 처음 방송되었다.
2015년 크리스 휘플과 공동제작으로 〈The Spymasters: CIA In the Crosshairs〉를 감독하였다. 그 과정에서 미국 중앙정보국 (CIA)의 전현직 국장 12인 전원과 인터뷰를 진행하였다. 2015년 11월 28일 미국 TV 채널 쇼타임에서 처음 방영되었다.
2018년 6월에는 넷플릭스 오리지널 다큐멘터리 〈11월 13일: 파리 테러 그 이후〉를 제작하였다. 2015년 11월 파리 테러에 대한 인터뷰를 담았다.
2022년 디스커버리+ 오리지널 다큐멘터리 〈January 6th〉를 제작, 2021년 1월 6일 미국 국회의사당 공격에 대한 인터뷰를 담은 다큐멘터리를 공개했다.

## 개인사
쥘 노데는 재클린 롱가 (Jacqueline Longa)와 결혼하여 두 자녀를 두었으며, 제데옹 노데 역시 오드 C. (Aude C.)와 결혼하여 두 자녀를 두었다.